# Ocypodoidea
Ocypodoidea is een superfamilie van krabben en omvat de volgende families:  
- Camptandriidae Stimpson, 1858
- Dotillidae Stimpson, 1858
- Heloeciidae H. Milne Edwards, 1852
- Macrophthalmidae Dana, 1851
- Mictyridae Dana, 1851
- Ocypodidae Rafinesque, 1815
- Ucididae Števčić, 2005
- Xenophthalmidae Stimpson, 1858